# Opbrud (film fra 2005)
 For alternative betydninger, se Opbrud. (Se også artikler, som begynder med Opbrud)
Opbrud er en film instrueret af Jacob Grønlykke efter manuskript af Jacob Grønlykke og Mogens Rukov.

## Handling
Elias er på legetøjsmesse i Paris. Hjemme sidder hans kone Hannah sammen med hele familien og venter på at Elias skal komme hjem. De har arrangeret en surprise party i anledning af, at Elias fylder 60. Elias har intetanende besluttet at blive i Paris og fejre sig selv. Da det går op for familien hjemme i Danmark sætter det gang i en lavine af begivenheder, der får familiens mange fortrængte konflikter frem i lyset, men også giver anledning til endelig forsoning.